# Ernie de Vos
Ernie de Vos (ur. 30 czerwca 1942 w Hadze, zm. 4 marca 2005 w St. Petersburg na Florydzie) – kanadyjski kierowca Formuły 1.
Karierę rozpoczął od zwycięstwa w kanadyjskim kartingu. Następnie zajął 2. miejsce w kanadyjskiej Formule Junior. W 1963 wziął udział w Grand Prix USA w barwach zespołu Stebro. Był to jedyny start kanadyjskiego teamu w F1, bolid oznaczony był numerem 21. Ernie jednak po przebrnięciu kwalifikacji nie wystartował w wyścigu, gdyż Stebro przygotowało tylko jeden bolid. Zasiadł w nim Peter Broeker. Potem de Vos już nie startował. Zginął potrącony przez samochód. Do historii przeszedł właśnie dzięki startowi w barwach Stebro uznawanego za najgorszy zespół w historii F1.